# Dương Thị Thục
Hựu Thiên Thuần Hoàng hậu (chữ Hán: 佑天純皇后, 18 tháng 4 năm 1868 - 17 tháng 9 năm 1944), còn được gọi là Đức Tiên Cung (德仙宮), là thứ thất của Đồng Khánh thuộc triều đại nhà Nguyễn trong lịch sử Việt Nam. Bà là sinh mẫu của Khải Định và là tổ mẫu của Bảo Đại.
Bà cùng với Phụ Thiên Thuần Hoàng hậu, chính thất của Đồng Khánh, là hai vị Thái hoàng thái hậu cuối cùng của triều đại nhà Nguyễn cũng như trong lịch sử Việt Nam.

## Tiểu sử
Hựu Thiên Thuần Hoàng hậu có tên húy là Thục (熟), người huyện Phú Lộc, tỉnh Thừa Thiên, con gái của Phú quốc công Dương Quang Hướng (楊光向).
Khi đến tuổi cập kê, bà được tuyển vào làm thứ thất cho Hoàng tử Nguyễn Phúc Ưng Đàng, người được Tự Đức và Nguyễn Thiện phi nhận nuôi vào năm 1879 và được đưa về Chánh Mông đường (正蒙堂) dạy dỗ. Lúc đó, Ưng Đàng được gọi là Hoàng tử Chánh Mông (皇子正蒙) rồi đổi tên thành Ưng Kỷ. Năm 1882, Hoàng tử được phong làm Kiên Giang quận công (堅江郡公).
Năm 1885, Hàm Nghi phát động Trận Kinh thành Huế 1885 và Phong trào Cần Vương liên tiếp chống Pháp, cuối cùng thất bại và bị tù đày. Giữa lúc đó, chính quyền Pháp buộc triều đình nhà Nguyễn chọn ra một hoàng thân lên ngôi Hoàng đế và Kiên Giang quận công được chọn.
Ngày 19 tháng 9, năm 1885, Kiên Giang quận công đăng cơ tức Đồng Khánh, bà được phong tước Tiệp dư, thuộc hàng Lục giai trong 9 bậc cung giai. Bà sinh được hai người con trai là Nguyễn Phúc Bửu Đảo (阮福寶嶹) và Nguyễn Phúc Bửu Cát (阮福寶嶱), nhưng chỉ có Bửu Đảo còn sống đến tuổi trưởng thành, đồng thời cũng là con trưởng của Đồng Khánh. Vì là sinh mẫu của Hoàng trưởng tử, dù chỉ là thân phận phi tần nhưng bà vẫn được tôn quý không kém gì Hoàng quý phi Nguyễn Hữu thị, chính thất của Đồng Khánh.
Năm Đồng Khánh thứ 4 (1889), Đồng Khánh băng hà khi chỉ mới 24 tuổi. Hoàng trưởng tử Bửu Đảo còn quá nhỏ tuổi, triều đình Huế thông qua ý định của Toàn quyền Pierre Paul Rheinart, đưa con trai của Dục Đức là Nguyễn Phúc Bửu Lân lên kế vị tức Thành Thái. Năm đó, bà được phong Tứ giai Hòa tần (和嬪), con trai bà Bửu Đảo lớn lên với tước vị Phụng Hóa công (奉化公). Năm Duy Tân thứ 8 (1914), bà được nâng làm Tam giai Nghi tần (宜嬪).
Năm Duy Tân thứ 10 (1916), sau nhiều chính biến khiến Thành Thái bị phế, Duy Tân bị lưu đày, Phụng Hóa công Bửu Đảo được kế thừa ngôi vị, tức Khải Định. Bà được sách phong Hoàng thái phi (皇太妃), sinh thần gọi là Tiên Thọ tiết (僊壽節), vì vậy còn gọi là Tiên Mẫu.
Năm Khải Định thứ 8 (1923), tháng 10, bà được chính thức tôn phong làm Khôn Nghi Hoàng thái hậu (坤儀皇太后), cùng năm đó Hoàng thái hậu Nguyễn Hữu thị cũng được đồng sắc phong làm Khôn Nguyên Hoàng thái hậu (坤元皇太后). Vì để phân biệt thứ bậc, người ta bắt đầu gọi Khôn Nguyên Hoàng thái hậu là Thánh Cung Hoàng thái hậu (聖宮皇太后) hay Đức Thánh Cung (德聖宮), còn Khôn Nghi Hoàng thái hậu là Tiên Cung Hoàng thái hậu (僊宮皇太后) hay Đức Tiên Cung (德仙宮).
Năm Bảo Đại thứ 8 (1933), 20 tháng 3, Bảo Đại tôn bà làm Khôn Nghi Xương Đức Thái hoàng thái hậu (坤儀昌德太皇太后).
Năm Bảo Đại thứ 19 (1944), Khôn Nghi Xương Đức Thái hoàng thái hậu băng thệ, thọ 77 tuổi. Lăng của bà được gọi là Tư Thông lăng (思聰陵), dân gian quen gọi là Tiên Cung Lăng (僊宮陵), tọa lạc ở làng An Cựu, Hương Thủy, Thừa Thiên. Dân chúng trong vùng quen gọi là Vạn Vạn lăng (萬萬陵).